# 28 v.Chr.
Het jaar 28 v.Chr. is een jaartal volgens de christelijke jaartelling.

## Gebeurtenissen

### Italië
- In Rome worden Gaius Julius Caesar Octavianus en Marcus Vipsanius Agrippa gekozen tot consul van het Imperium Romanum.
- De Senaat voert een vernieuwd "republikeins" staatsbestel in, de patriciërs worden onderdrukt. Octavianus wordt aangesteld als imperium maius (opperbevelhebber) van het Romeinse leger.
- In Turijn wordt een militaire nederzetting (Castra Taurinorum) gevestigd. Octavianus Caesar laat de Porta Palatina bouwen, een poort met twee torens die de ommuurde stad verbindt.
- Agrippa treedt in het huwelijk met zijn tweede vrouw, Claudia Marcella, de nicht van Octavianus en een dochter van Octavia Thurina.
- In Rome wordt de Tempel van Apollo Palatinus ingewijd.
- Op de Balkan wordt Dardania veroverd, en gevoegd bij de provincie Moesia.

### Palestina
- Obodas III (28 - 9 v.Chr.) volgt zijn vader Malichus I op als koning van de Nabateeërs. Hij sluit een handelsverdrag met Rome en beschermt bij Petra de kameelkaravanen van de Zijderoute.